# Traité d'Athènes (1979)
Pour les articles homonymes, voir Traité d'Athènes.
- Nouveau membre de la Communauté (Grèce)
- Les 9 anciens membres de la Communauté européenne

Le traité d'Athènes ou traité d'adhésion de 1979 (nom officiel ci-dessous), signé le 28 mai 1979 et entré en vigueur le 1er janvier 1981, concernant l'adhésion de la Grèce lors du deuxième élargissement de la Communauté économique européenne.

## Nom officiel
Le nom officiel du traité d'adhésion est (en français) :

« Traité entre le Royaume de Belgique, le Royaume de Danemark, la République fédérale d'Allemagne, la République française, l'Irlande, la République italienne, le Grand-Duché de Luxembourg, le Royaume des Pays-Bas, le Royaume-Uni de Grande-Bretagne et d'Irlande du Nord, (États membres des Communautés européennes), la République hellénique, relatif à l'adhésion de la République hellénique à la Communauté économique européenne et à la Communauté européenne de l'énergie atomique. »

## Histoire
Le 9 juillet 1961 à Athènes, la Grèce signe un accord d'association avec la CEE, entré en vigueur en novembre 1962, celui-ci prévoit une union douanière, une harmonisation politique (finance, agriculture, fiscalité, etc.), la libre circulation ainsi que la possibilité d'adhérer, à terme, à la Communauté européenne. Cet accord est remis en cause lors de la période de la dictature des colonels mais la candidature d'adhésion est finalement déposée le 12 juin 1975. 
Les négociations d'adhésion commencent officiellement le 27 juillet 1976, s'achèvent le 23 mai 1979 et aboutissent à la signature du traité d'adhésion le 28 mai 1979. La Grèce rentre dans la CEE le 1er janvier 1981, elle bénéficie d'une période transitoire de cinq ans pour adapter son économie aux règles communautaires. À peine acquise, l'adhésion de la Grèce est remise en question par le nouveau gouvernement d'Andréas Papandréou qui n'obtient pas la modification des règles fondamentales des traités mais un accroissement des aides communautaires.

## Compléments